# しらね (護衛艦)
| 航行中の「しらね」（改装以前の撮影） |                                                                             |                                                                             |
| 艦種                                 | ヘリコプター搭載護衛艦 (DDH)                                                | ヘリコプター搭載護衛艦 (DDH)                                                |
| 発注                                 | 1975年                                                                      | 1975年                                                                      |
| 起工                                 | 1977年2月25日                                                               | 1977年2月25日                                                               |
| 進水                                 | 1978年9月18日                                                               | 1978年9月18日                                                               |
| 就役                                 | 1980年3月17日                                                               | 1980年3月17日                                                               |
| 除籍                                 | 2015年3月25日                                                               | 2015年3月25日                                                               |
| 定係港                               | 舞鶴                                                                        | 舞鶴                                                                        |
| その後                               | XASM-3用の艦型標的（実艦的）に改造。 試験終了後、解体。 ※詳細は除籍後を参照 | XASM-3用の艦型標的（実艦的）に改造。 試験終了後、解体。 ※詳細は除籍後を参照 |
| 愛称                                 |                                                                             |                                                                             |
| 性能諸元                             |                                                                             |                                                                             |
| 排水量                               | 基準：5,200トン                                                             | 基準：5,200トン                                                             |
| 排水量                               | 満載：6,800トン                                                             |                                                                             |
| 全長                                 | 159m                                                                        | 159m                                                                        |
| 全幅                                 | 17.5m                                                                       | 17.5m                                                                       |
| 深さ                                 | 11.0m                                                                       | 11.0m                                                                       |
| 吃水                                 | 5.3m                                                                        | 5.3m                                                                        |
| 機関                                 | 石川島播磨FWD2 2胴水管型缶                                                  | 2缶                                                                         |
| 機関                                 | 石川島播磨 2胴衝動型蒸気タービン (35,000ps)                                 | 2基                                                                         |
| 機関                                 | スクリュープロペラ                                                          | 2軸                                                                         |
| 速力                                 | 32ノット以上                                                                | 32ノット以上                                                                |
| 定員                                 | 350名                                                                       | 350名                                                                       |
| 兵装                                 | 73式54口径5インチ単装速射砲                                                 | 2門                                                                         |
| 兵装                                 | Mk.15 高性能20mm機関砲 (CIWS)                                               | 2基                                                                         |
| 兵装                                 | GMLS-3 ※GMLS Mk.25から換装                                                  | 1基                                                                         |
| 兵装                                 | 74式アスロック8連装発射機                                                   | 1基                                                                         |
| 兵装                                 | 68式3連装短魚雷発射管HOS-301                                                | 2基                                                                         |
| 艦載機                               | HSS-2A/B / SH-60J/SH-60K 哨戒ヘリコプター                                   | 3機                                                                         |
| C4I                                  | AN/USC-42 ※AN/WSC-3 SATCOMから換装                                          | AN/USC-42 ※AN/WSC-3 SATCOMから換装                                          |
| C4I                                  | MOFシステム (NORA-1, NORQ-1 SATCOM)                                         |                                                                             |
| C4I                                  | 海軍戦術情報システム （OYQ-6-2 CDS+リンク 11/14）                           |                                                                             |
| C4I                                  | OYQ-101 ASWDS                                                               |                                                                             |
| C4I                                  | TDS-2-2 目標指示装置                                                        |                                                                             |
| FCS                                  | 72式射撃指揮装置1型A (GFCS)                                                 | 2基                                                                         |
| FCS                                  | 81式射撃指揮装置2型-12 (MFCS) ※WM-25から換装                                | 1基                                                                         |
| FCS                                  | SFCS-6 水中攻撃指揮装置                                                     |                                                                             |
| レーダー                             | OPS-12 3次元対空                                                            | 1基                                                                         |
| レーダー                             | OPS-28 対水上                                                               | 1基                                                                         |
| レーダー                             | OPS-20 航海用 ※後日装備                                                     | 1基                                                                         |
| レーダー                             | OPS-22 航海用 ※(着艦誘導用,後に撤去)                                        | 1基                                                                         |
| レーダー                             | OPN-8 高測用 ※(着艦誘導用,後に撤去)                                         | 1基                                                                         |
| ソナー                               | OQS-101 艦首装備式                                                          | 1基                                                                         |
| ソナー                               | SQS-35(J) 可変深度式                                                        | 1基                                                                         |
| 電子戦・ 対抗手段                    | NOLQ-1 ESM/ECM                                                              | NOLQ-1 ESM/ECM                                                              |
| 電子戦・ 対抗手段                    | OLR-9B RWR                                                                  |                                                                             |
| 電子戦・ 対抗手段                    | Mk.137 6連装デコイ発射機                                                    | 4基                                                                         |
| 電子戦・ 対抗手段                    | AN/SLQ-25 曳航式音響デコイ                                                  |                                                                             |

しらね（ローマ字: JS Shirane, DDH-143）は、海上自衛隊の護衛艦。しらね型護衛艦の1番艦。艦名は白峰三山（「しらねさんざん」しらみねと書いてしらねと読む）に因む。

## 艦歴
「しらね」は、昭和50年度計画5200トン型ヘリコプター搭載護衛艦2403号艦 として、石川島播磨重工業東京第1工場で1977年2月25日に起工され、1978年9月18日に進水、1980年3月17日に就役し、護衛艦隊に直轄艦として編入され横須賀に配備された。
これ以降、「しらね」は当時最大の護衛艦であったこと、旗艦設計のためVIPを接遇できる公室等の設備を備えることから、外国艦艇訪問時のホストシップ、政府関係者の視察受け入れや、各種広報協力等を行い、また観艦式においては国際観艦式も含め10回にわたり観閲艦を務め、国内外を問わず露出の多い艦だった。
1981年3月27日、第1護衛隊群第51護衛隊に編入。
1983年3月30日、第51護衛隊が廃止となり、第1護衛隊群直轄艦となる。
1984年3月30日、第1護衛隊群旗艦となる。
2004年1月から同年9月までの間、改造工事が施され、短SAM管制用射撃指揮装置はWM-25から国産の81式射撃指揮装置2型-12 (FCS-2-12) に、発射機は国産のGMLS-3に換装され、合わせてミサイルはRIM-7Mとなった。 これらはいずれも2003年11月に除籍された護衛艦「きくづき」に搭載されていたものを移載したものである。
2008年3月26日、護衛隊改編により第1護衛隊群第1護衛隊に編入。
2009年3月18日、護衛艦「ひゅうが」の就役に伴い第3護衛隊群第3護衛隊に編成替えとなり、舞鶴に転籍となる。以後、同基地を定係港とする。
2011年3月11日に発生した東北地方太平洋沖地震による東日本大震災に対し、災害派遣される。
2015年3月25日、後継艦である護衛艦「いずも」の就役により除籍。艦歴の中での総航程約79万海里（地球約36周分、約146万㎞）、総航海時間数約8万時間に及ぶ。

### 国際訓練等参加歴

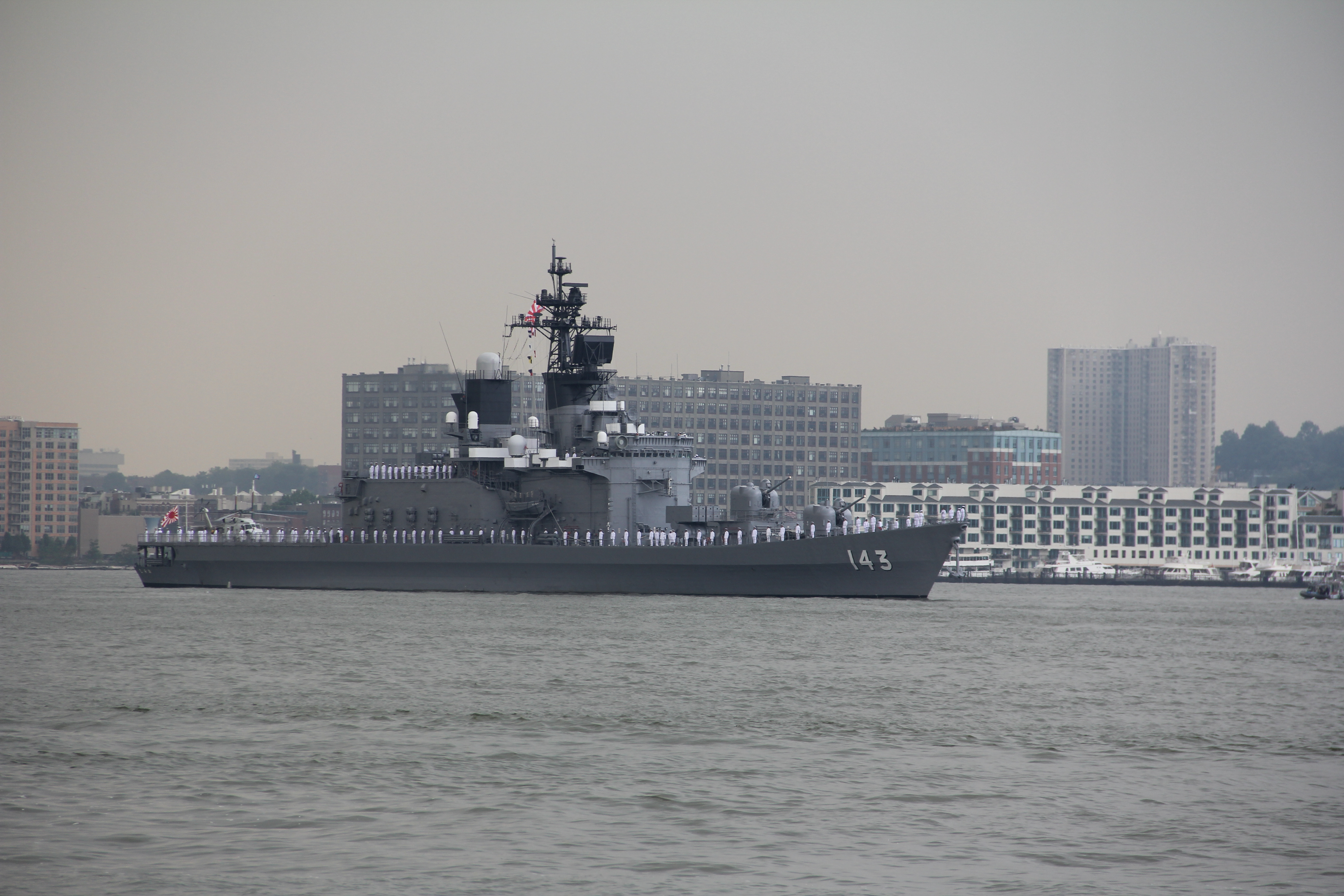
フリートウィーク2012参加時の姿

1982年、1988年、1998年、2012年に環太平洋合同演習 (RIMPAC) に参加。
初参加となる1982年のRIMPACでは米空母「レンジャー」機動部隊の一員として行動。搭載機のHSS-2Bが、海自や米海軍の哨戒機と協力して対抗部隊の米原潜2隻を「撃沈」する戦果を挙げている。
1982年、1985年、1987年、1993年に米国派遣訓練に参加。
1991年7月1日から31日にかけて「ゆうぎり」、「あまぎり」、「はまぎり」とともにフィリピン方面海上実習（外洋練習航海）に参加。
1995年7月1日から8月4日にかけて「ゆうぎり」、「やまゆき」、「せとぎり」とともにフィリピン方面海上実習（外洋練習航海）に参加。
1999年11月7日、横須賀周辺および相模湾にて在外邦人等輸送訓練を行う。この訓練では他に「むらさめ」、「あまぎり」、「うらが」、「とわだ」の艦艇、陸上自衛隊からは第1空挺団で編成された誘導隊が参加した。
1999年8月2日から4日にかけて「せとゆき」、「とね」とともに韓国釜山を訪問、4日から5日にかけて東シナ海において初の日韓共同訓練を実施した。
2003年9月4日から8日にかけて「さみだれ」とともにロシア・ウラジオストックを訪問、8日にはウラジオストック沖で日露共同訓練に参加。
2005年8月4日から28日までシンガポール周辺海域で実施された拡散に対する安全保障構想 (PSI) 海上阻止訓練に参加 。
2012年、RIMPAC参加に先立ち日米桜寄贈100周年記念式典及び米英戦争200周年記念式典 (NEW YORK FLEET WEEK 2012 COMMEMORATING THE WAR OF 1812 BICENTENNIEL) に参加。

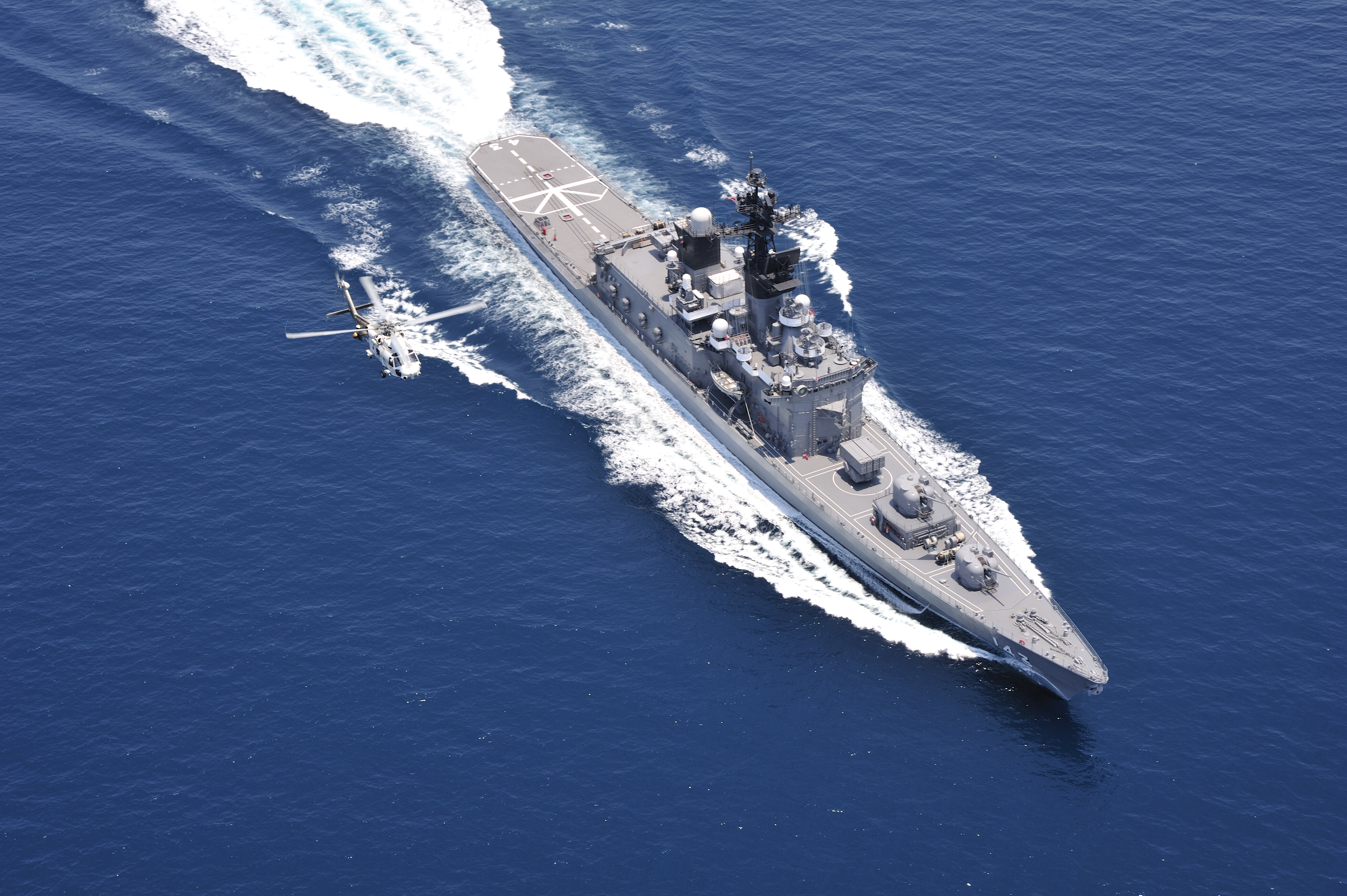
フリートウィーク2012参加後の撮影。
改装以前に比べMFCS及びGMLSが換装され、
着艦標識が新方式になっているのが確認できる

2013年、ADMM＋ HADR MM実動演習に参加。
これは、同年6月18日より、ブルネイにて東南アジア諸国連合加盟国と日米中露韓の計18ヶ国が参加した初の合同演習で、｢しらね｣は海上自衛隊のSH-60Jと陸上自衛隊のUH-1Jを搭載し参加。演習内容は大型台風による被害からの救援を目的としており、自衛隊からは他にC-130輸送機も参加した。
2013年12月、若狭湾北方海域で実施された日露合同捜索救難訓練（日露SAREX）に参加。
2014年3月21日から4月22日にかけて、「あさゆき」と共に平成25年度外洋練習航海（飛行）に参加。

### 艦名
海上幕僚監部では進水直前、山岳名でもある旧海軍の金剛型戦艦からの命名を希望し、その旨を海上幕僚長から当時の防衛庁長官だった金丸信に進言したが、金丸はこれを退け、自らの出身地である白根町からとって「しらね」とすることを強引に命じたため、このような変則的命名となった。
海上自衛隊は艦名の由来を白峰三山からとしていて、また白峰三山の北岳が「白根山」とも呼ばれているが、これは俗称で、国土地理院が正式な山名や山頂名を「白根山」としているのは日光白根山と草津白根山のみである。白峰三山や日光、草津以外にも「白根山」と俗称される山岳は日本国内に複数あるため、各地の地名を冠して区別されている。

### 火災事故
しらねは2007年12月14日に、横須賀基地に停泊中に火災事故を起こし、戦闘指揮所 (CIC) 内の機器を全損している。
2007年12月14日午後10時19分頃、無人のCICより乗組員が発見、初期消火にあたるも鎮火に至らなかった。しらね・海上自衛隊から横須賀市消防局への通報は行なわれず、火災に気付き、不審に思った市民からの通報により、消防局が海自へ問い合わせを行なっている。午後11時35分頃より横須賀市消防局が消火支援にあたり、完全鎮火は翌午前6時19分であった。
火災発生当時、戦闘指揮所が無人であったために初期消火が遅れたことが指摘されている。さらに内部構造の複雑さも相まって、鎮火までには約8時間を要し、内部のコンピューターや計器類が全損状態となった（消火に海水を使用したことが、電子機器の被害を拡大させたとの報道もある）。火災の他区画への延焼は防がれたが、消火活動による放水でCICの一つ下の区画に冠水被害が発生した。
当初はCICのレーダーの液晶ディスプレイが火災の火元とされていたが、調査の結果海上幕僚監部・事故調査委員会は、CICに無許可で持ち込まれ、艦内の電圧に変圧されていなかった中国製の「保冷温庫」の過熱が出火原因となったと推定したが、断定していない。他事案 と合わせ、海上幕僚長や艦長などには減給処分が下されている。

### 接触事故
2008年12月15日午前、横須賀港内で護衛艦しらねと作業船が接触したが、双方ともにけが人は出なかった。

### 除籍の検討
2007年12月の火災事故で同艦は指揮通信系統 (CIC) をすべて交換しなければならなくなった。修理には約2年程度、費用は約200億円（最終的に約300億円程度に膨らむとの見方もあった）かかるとの暫定的な見積もりが出たことから、当初、防衛省と海上幕僚監部では、平成20年度末除籍予定のはるな型護衛艦「はるな」を延命させ「しらね」を除籍させる方向で検討していた。しかし「はるな」の艦体の老朽化も進んでいたことから、「はるな」の指揮通信系統 (CIC) 移植による修理のほうが短期かつ安価（約50億円程度）になることがわかり、こちらによる移植修理が行われた。

### 除籍後
XASM-3の実爆試験用艦型標的（実艦的）となる予定だったため、舞鶴東港Gブイに係留保管されていたが、2015年11月14日、所要の改造を施すためJMU因島工場 へ向けて曳航され、舞鶴を後にした。
艦型標的改造工事を終えた元「しらね」は、2017年3月に江田島まで曳航されしばらく係留された後、同年4月28日、再び最終母港であった舞鶴に入港した。以降実爆試験が終了するまで、舞鶴クレインブリッジ付近の岸壁に係留しており、｢海軍ゆかりの港めぐり遊覧船｣（舞鶴港遊覧船）の、｢引き揚げコース｣(14:00発)の便で間近に見ることができた。
XASM-3の標的として若狭湾で数回試験を受けた後、解体地へ向かうために9月4日に舞鶴港を出港し、9月7日に門司港に入港した。この際、関門海峡通過時に潮に流された元しらねは26号灯浮標に衝突し灯浮標は沈没した。海上保安庁が出動し、門司港に着岸後、調査を行った。門司港を出港後、再び江田島係留地に係留された。10月31日に艦型標的として売り払われ、同日より解体開始。
なお、本艦艤装品の一部（救命浮環、艦歴銘板等）が、舞鶴地方総監部内の委託食堂「しらね食堂」店内に展示されているほか、同店の食卓の椅子は、本艦の司令公室、士官室、先任海曹室にて実際に使用されていた椅子をそのまま使用している。
主錨（前錨）が、舞鶴基地に隣接する｢赤れんがパーク駐車場」の一角に保存展示されている。

### 歴代艦長
| 代 | 氏名       | 在任期間               | 出身校・期           | 前職                                      | 後職                                          | 備考                            |
| -- | ---------- | ---------------------- | -------------------- | ----------------------------------------- | --------------------------------------------- | ------------------------------- |
| 1  | 小川正美   | 1980.3.17 - 1981.3.15  | 水産講習所・ 2期幹候 | しらね艤装員長                            | 護衛艦隊司令部付 →1981.3.27 第52護衛隊司令    |                                 |
| 2  | 岩沢 徹    | 1981.3.16 - 1983.3.15  | 防大3期              | 護衛艦隊司令部幕僚                        | 第2護衛隊群司令部付 →1983.3.30 第62護衛隊司令 |                                 |
| 3  | 加藤 晃    | 1983.3.16 - 1986.1.9   | 防大3期              | 第1海上訓練指導隊訓練科長                 | 横須賀補充部付 →1986.5.16 舞鶴警備隊司令      | 就任時2等海佐 1985.1.1、1等海佐 |
| 4  | 藤原弘之   | 1986.1.10 - 1987.12.1  | 防大5期              | あさかぜ艦長                              | 余市防備隊司令                                |                                 |
| 5  | 柴田亮一   | 1987.12.2 -1989.5.7    | 防大6期              | 第1護衛隊群司令部付                       | 佐世保補充部付 →1989.5.18 はまな艤装員長      | 就任時2等海佐 1988.7.1、1等海佐 |
| 6  | 高井 仁    | 1989.5.8 - 1990.7.31   | 防大7期              | 舞鶴地方総監部防衛部 第3幕僚室長          | 余市防備隊司令                                | 就任時2等海佐 1989.7.1、1等海佐 |
| 7  | 山本角八郎 | 1990.8.1 - 1991.7.31   | 防大10期             | あまつかぜ艦長                            | 防衛大学校教授                                | 就任時2等海佐 1991.7.1、1等海佐 |
| 8  | 竹重孝一   | 1991.8.1 - 1993.3.23   | 防大10期             | しらせ副長                                | とわだ艦長                                    | 2等海佐                         |
| 9  | 福崎幸則   | 1993.3.24 - 1995.3.31  | 防大12期             | さわかぜ艦長                              | 第3海上訓練指導隊司令                         | 就任時2等海佐 1993.7.1、1等海佐 |
| 10 | 加藤正治   | 1995.4.1 - 1996.8.19   |                      | はたかぜ艦長                              | あすか艦長                                    |                                 |
| 11 | 佐治正憲   | 1996.8.20 - 1997.10.30 | 防大15期             | 横須賀地方総監部管理部 人事課長           | かしま艦長                                    |                                 |
| 12 | 上田勝恵   | 1997.10.31 - 1999.9.29 | 防大17期             | 佐世保地方総監部防衛部 第3幕僚室長        | かしま艦長                                    |                                 |
| 13 | 椋尾康弘   | 1999.9.30 - 2001.3.26  | 防大17期             | こんごう艦長                              | 余市防備隊司令                                |                                 |
| 14 | 井崎秀則   | 2001.3.27 - 2002.9.19  | 防大20期             | さわかぜ艦長                              | かしま艦長                                    |                                 |
| 15 | 佐藤正志   | 2002.9.20 - 2004.3.28  | 防大22期             | たちかぜ艦長                              | 海上自衛隊幹部候補生学校 教育部長             |                                 |
| 16 | 青木 陽    | 2004.3.29 - 2005.3.31  | 防大20期             | 開発隊群司令部幕僚                        | 横須賀地方総監部監察官                        |                                 |
| 17 | 寺嶌栄治   | 2005.4.1 - 2006.8.3    | 防大23期             | 海上自衛隊幹部学校 計画指導班長           | 横須賀基地業務隊司令                          |                                 |
| 18 | 松岡秀樹   | 2006.8.4 - 2008.3.25   | 防大24期             | 指揮通信開発隊副長                        | 海上自衛隊幹部学校運用班長                    |                                 |
| 19 | 中尾博孝   | 2008.3.26 - 2009.10.31 | 防大27期             | 海上幕僚監部人事教育部 人事計画課募集班長 | かしま艦長                                    |                                 |
| 20 | 池田徳重   | 2009.11.1 - 2010.12.19 | 防大28期             | 第2護衛隊群司令部首席幕僚                 | 統合幕僚学校総務課企画室長                    |                                 |
| 21 | 竹内 修    | 2010.12.20 - 2012.8.29 | 防大30期             | 第3護衛隊群司令部幕僚                     | 海上幕僚監部装備部 装備需品課装備調整官       |                                 |
| 22 | 藤原秀幸   | 2012.8.30 - 2014.2.20  | 防大33期             | 佐世保地方総監部管理部 人事課長           | いせ艦長                                      |                                 |
| 23 | 甲斐義博   | 2014.2.21 - 2015.3.25  | 防大31期             | ありあけ艦長                              | 統合幕僚学校教育課 第1教官室学校教官          | 就任時2等海佐 2014.7.1、1等海佐 |

## ギャラリー

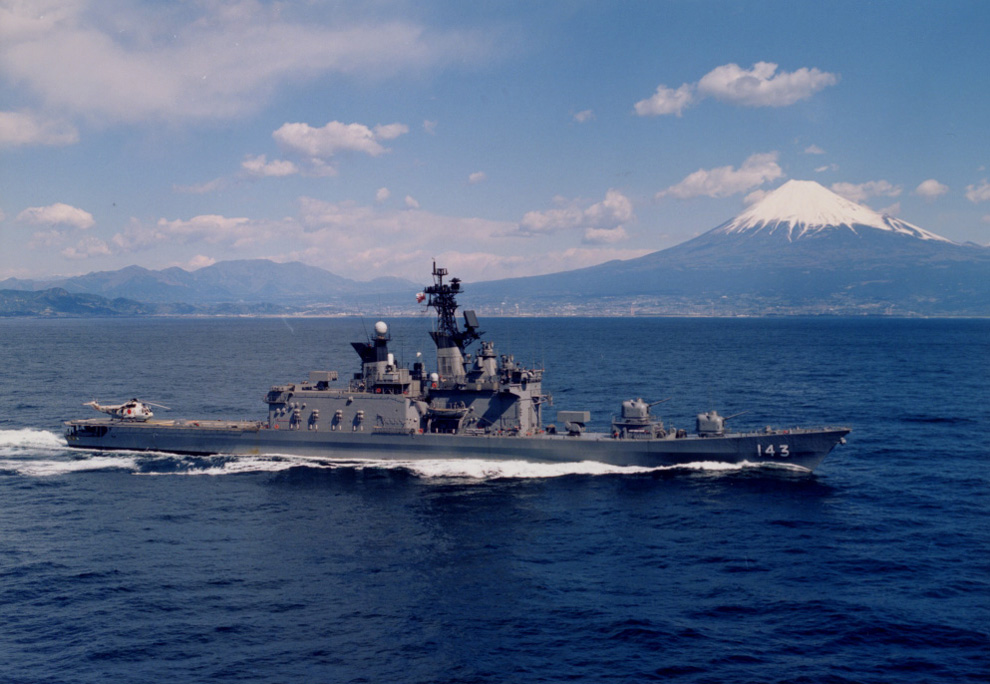
富士山を背景に（改装前）
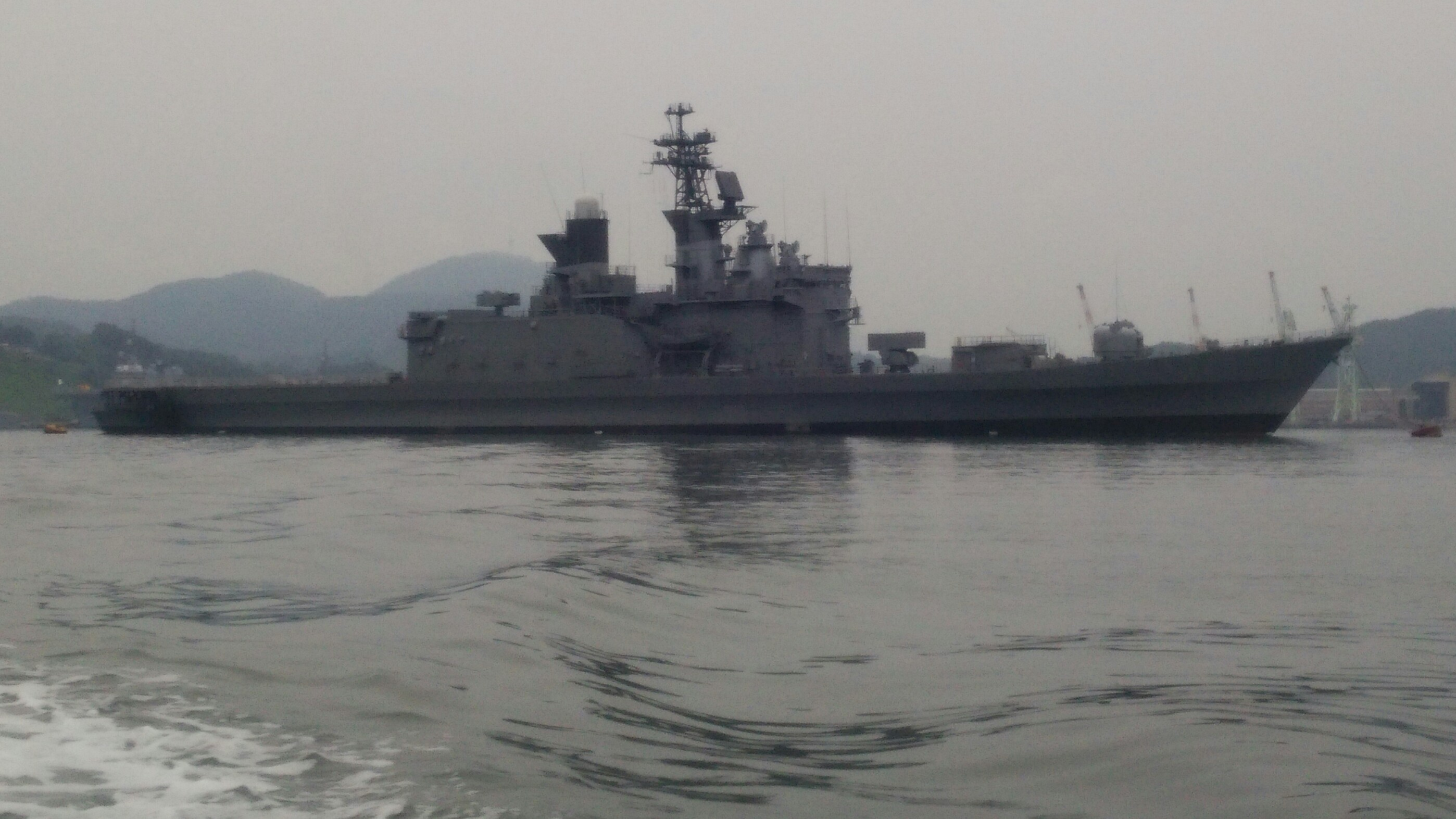
除籍後、東舞鶴港Gブイに係留中の元「しらね」
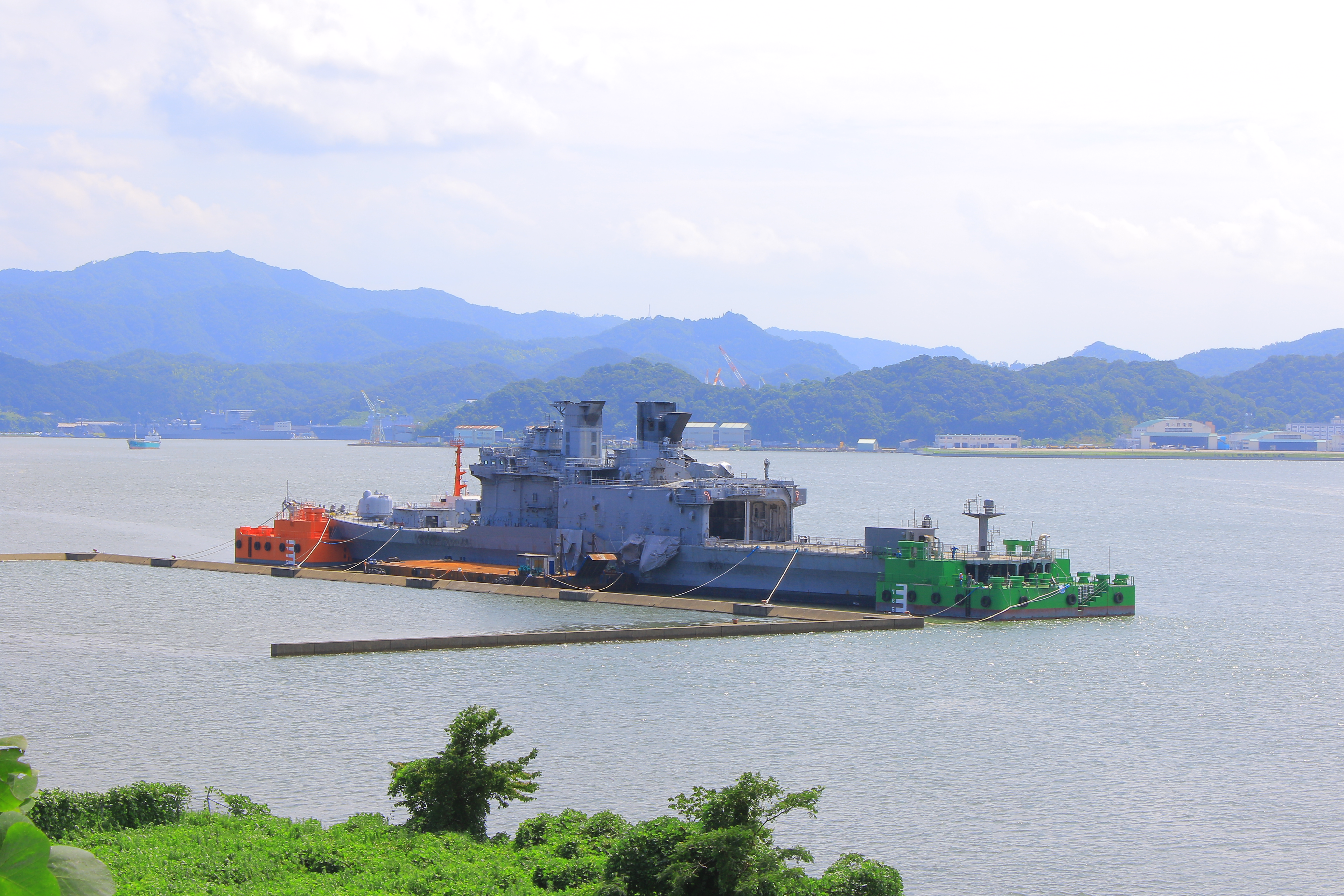
実艦標的改装後